# Felicjan Tyszkiewicz (zm. 1649)
Felicjan Tyszkiewicz Łohojski herbu Leliwa (zm. 15 sierpnia 1649 pod Zborowem) – cześnik kijowski w latach 1644-1649, rotmistrz królewski.
Poseł na sejm 1640 roku.